# جيم أبل
جيم أبل (بالإنجليزية: Jim Apple)‏ هو لاعب كرة قدم أمريكية أمريكي، ولد في 14 يوليو 1938 في بيلفيل ‏ في الولايات المتحدة، وتوفي في 1 يوليو 1985.

## وصلات خارجية
- جيم أبل على موقع مرجع كرة القدم المحترفة.كوم (الإنجليزية)